# دوري هونغ كونغ لكرة القدم 1982–83
دوري هونغ كونغ لكرة القدم 1982–83 هو الموسم 38 من دوري هونغ كونغ لكرة القدم ‏. كان عدد الأندية المشاركة فيه 10، وفاز فيه نادي سيكو ‏.